# Santa Barbara Island

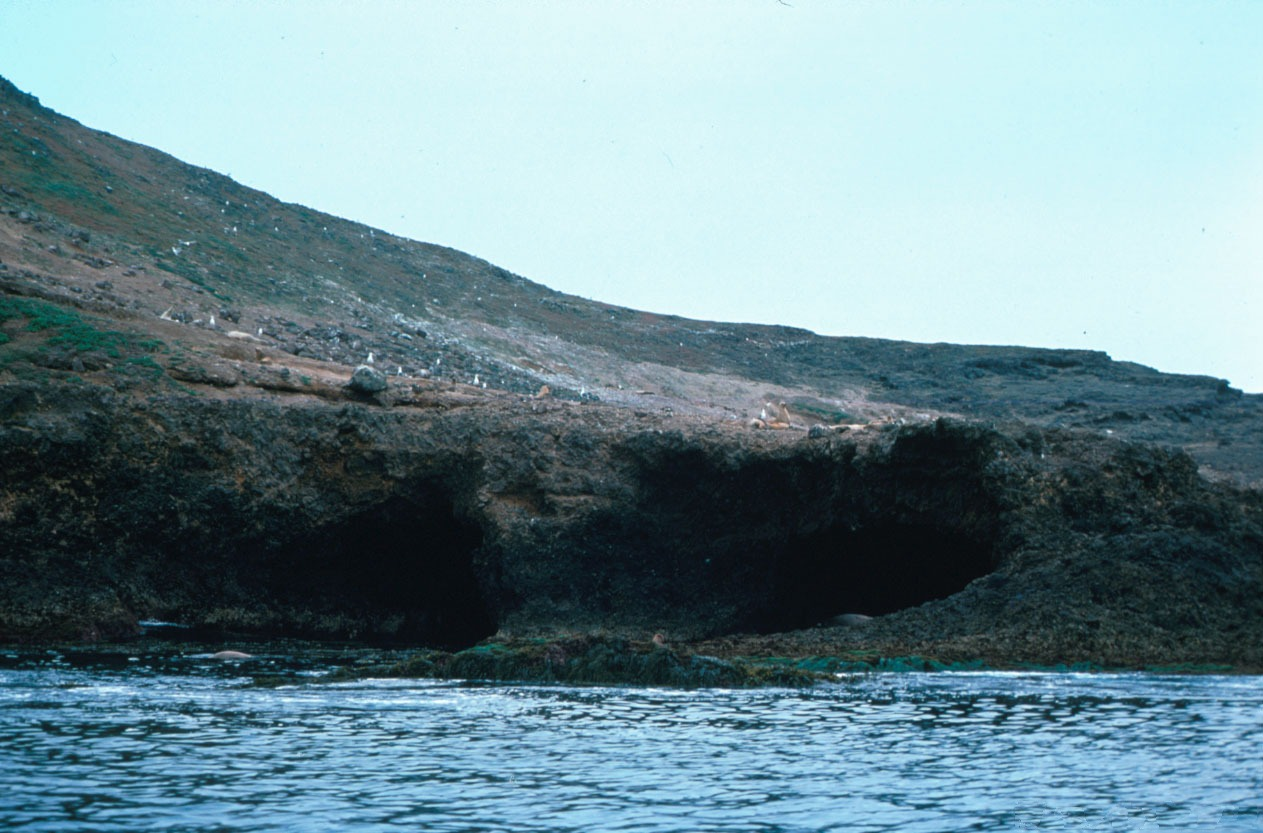
Klifkust van Santa Barbara Island

Santa Barbara Island is een 2,8 km lang en 2,1 km breed eiland, dat voor de westkust van Californië ligt en bestuurlijk gezien onder Santa Barbara County valt. Het onbewoonde eiland is het kleinste van de Channel Islands en ligt in het Channel Islands National Park. Het hoogste punt is Signal Hill, die 193 meter hoog is.